# Moldauhafen

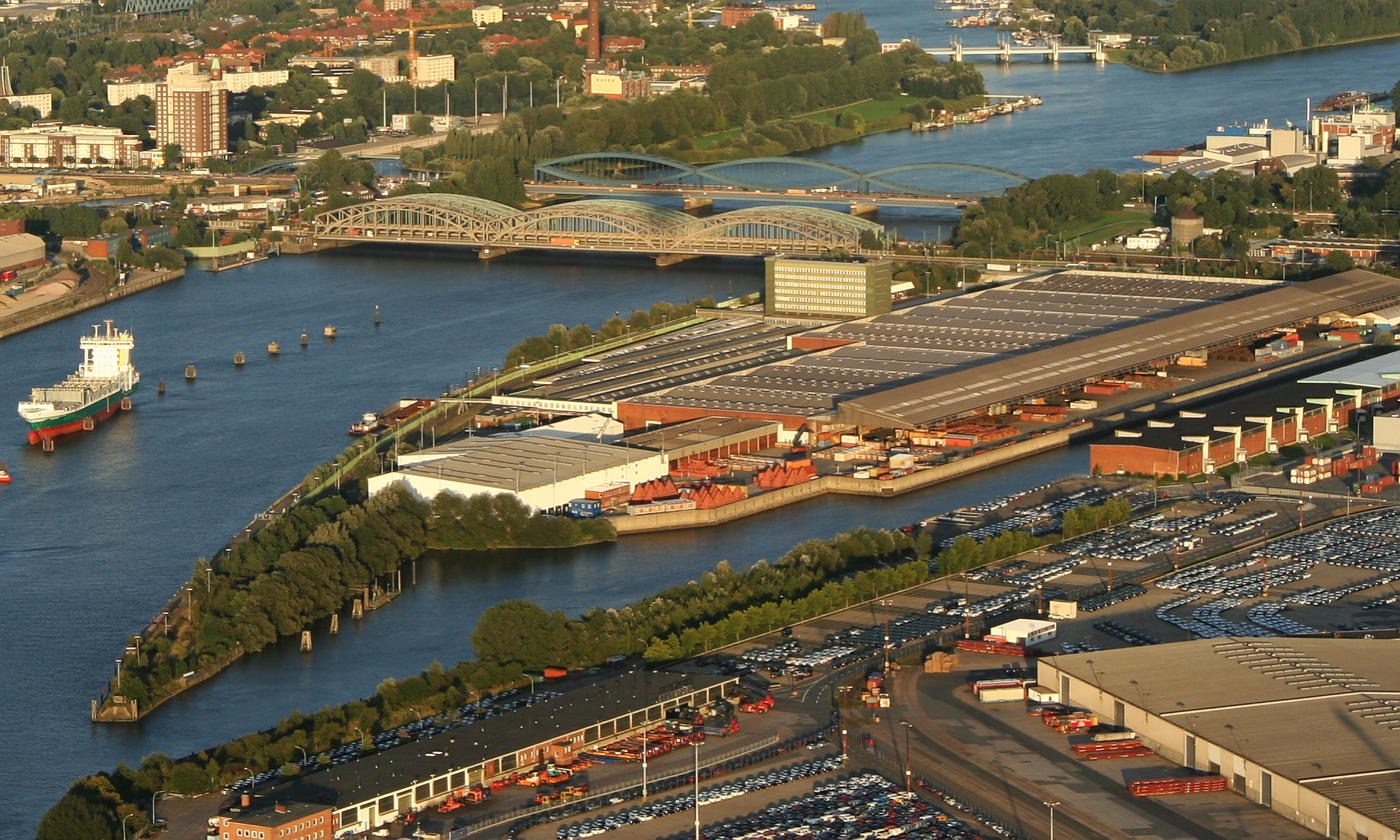
Moldauhafen z powietrza

Moldauhafen – działka, część portu w Hamburgu w Niemczech, którą Czechosłowacja nabyła na 99-letnią dzierżawę w 1929 roku na mocy artykułu 363 traktatu wersalskiego, który stanowił, że:

W portach Hamburga i Szczecina Niemcy wydzierżawią na okres 99 lat Państwu czesko-słowackiemu przestrzenie, które będą poddane pod przepisy o strefach wolnych, a przeznaczone dla bezpośredniego tranzytu towarów, idących z tego Państwa albo do niego kierowanych.

Jest to jedna z trzech części portu, które użytkuje Republika Czeska (prawna spadkobierczyni Czechosłowacji). Pozostałe dwa to Saalehafen i Peutehafen. Wraz z wygaśnięciem traktatu wersalskiego po II wojnie światowej dzierżawa ma teraz charakter prywatnej umowy między miastem Hamburg jako właścicielem nieruchomości a Republiką Czeską.